# 珠海市第一中学
22°16′55″N 113°31′24″E / 22.28181°N 113.52334°E
珠海市第一中学，简称珠海一中，位于广东省珠海市香洲区，是广东省一级学校、广东省首批国家级示范性中学。

## 校史
珠海一中前身为创办于1960年的珠海县渔民中学。高中部新校区于2000年新落成并投入使用，而該校舊址原初中部校區于2008年從該校分離，成立珠海市紫荆中学，从此，珠海一中成为一所独立的高级中学。該校现任校长是韩延辉。2013年，珠海市第一中学平沙校区成立；2014年，珠海市第一中学附属学校成立。

## 班级编制

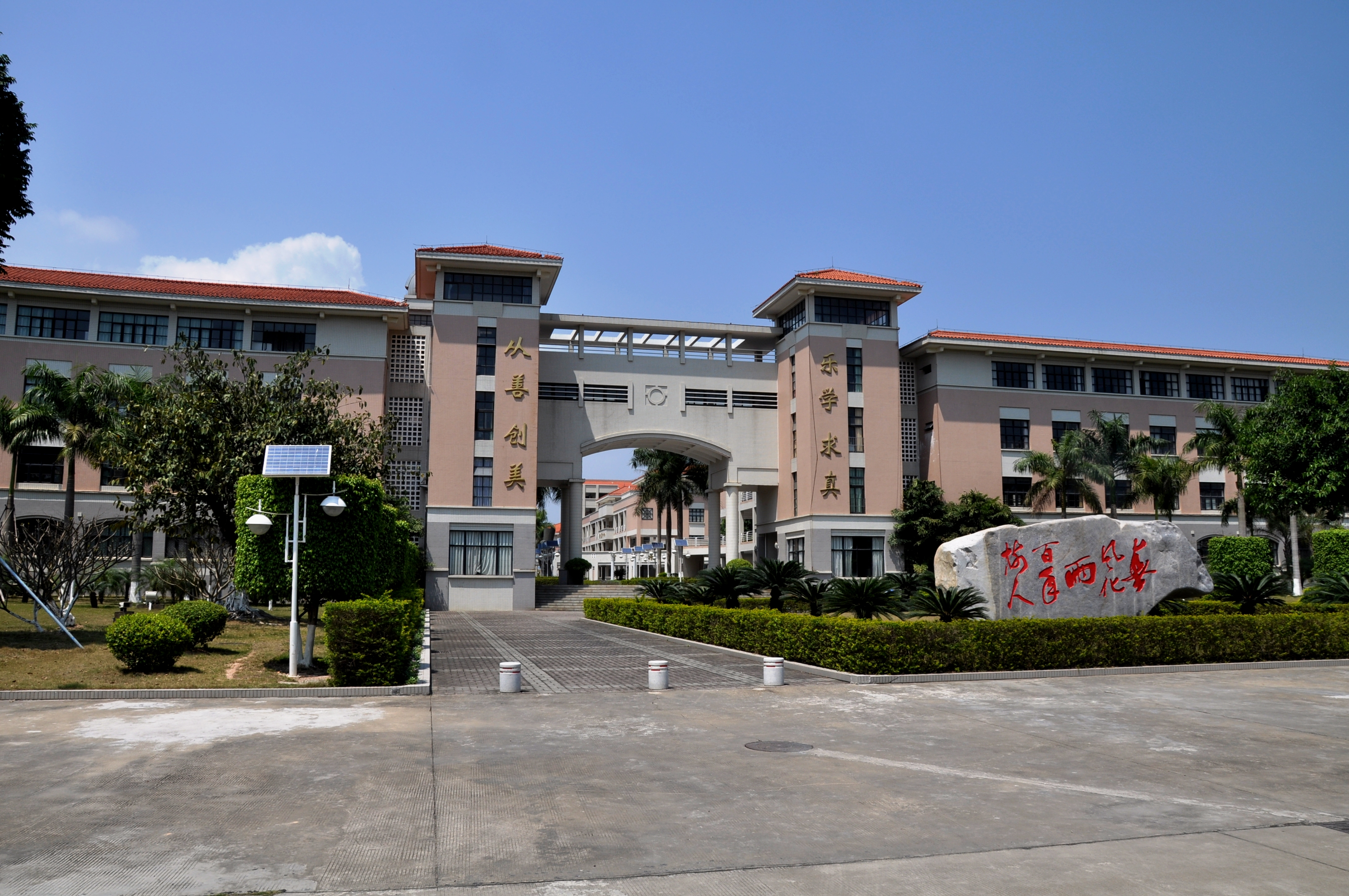
主校道

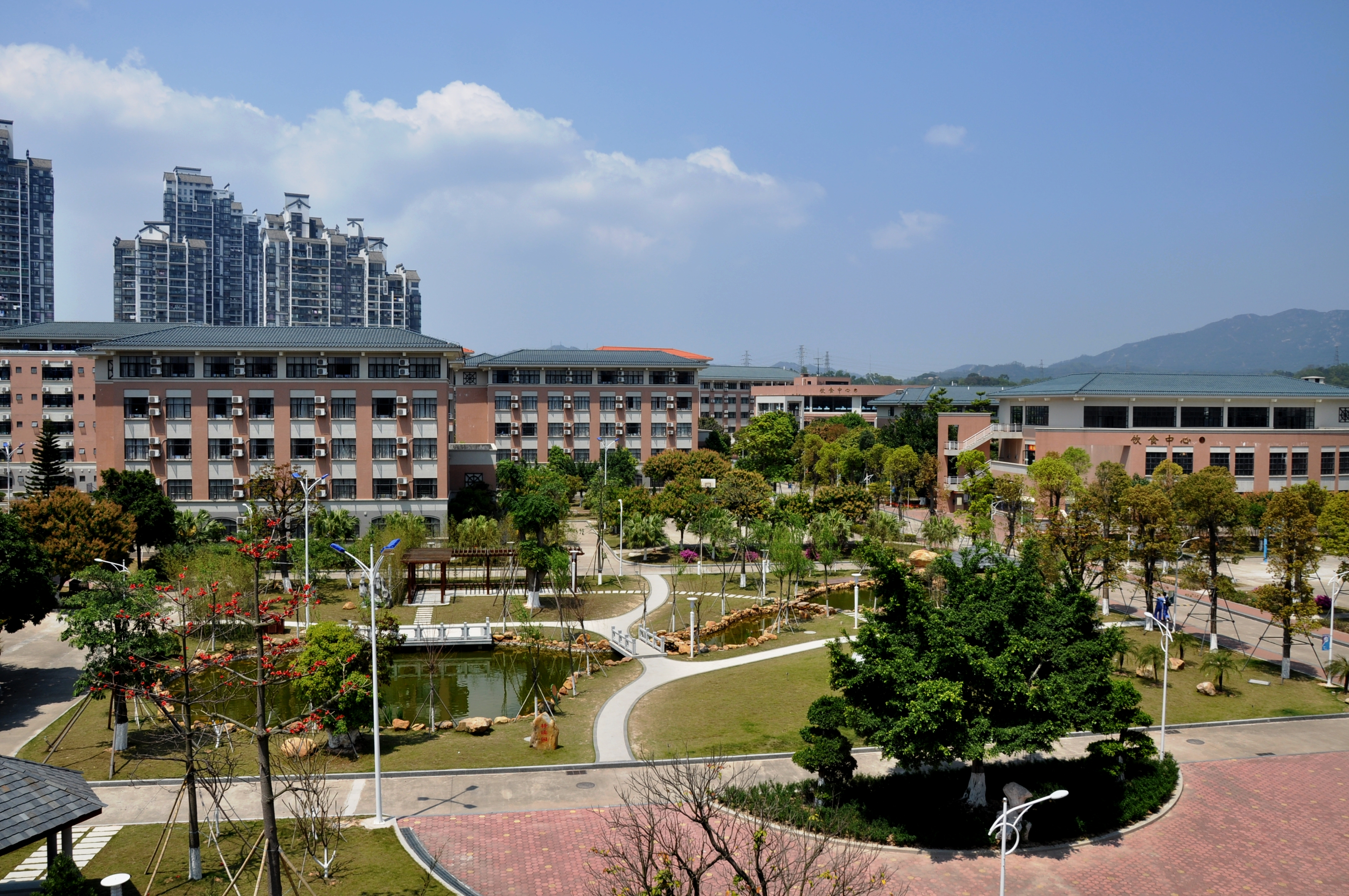
生活区

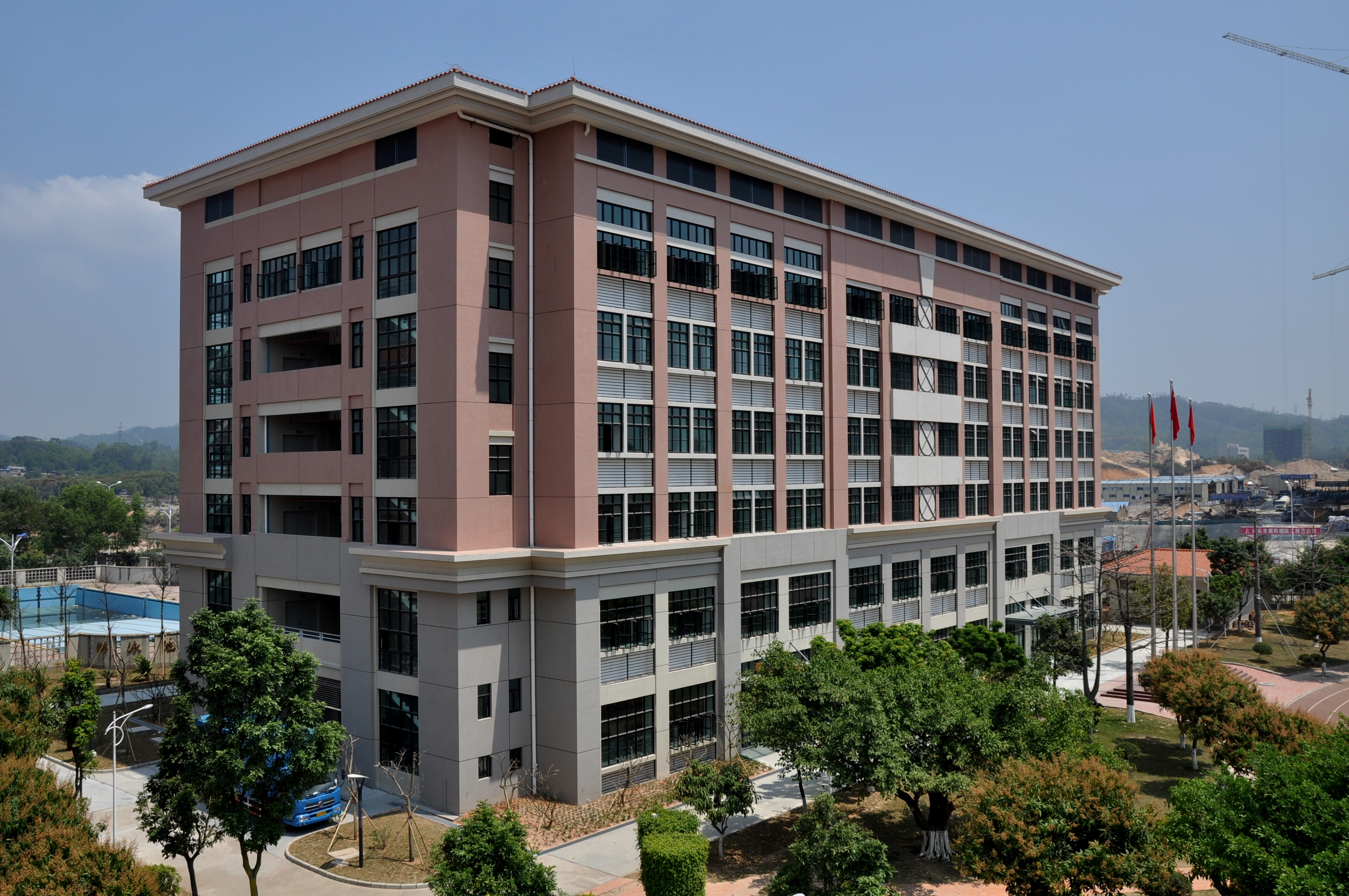
综合楼

高三年级有26个班，高二年级有26个班，高一年级未分班前为26个班。原有的AP国际课程班已全部迁至珠海一中附属实验学校。

## 办学理念
用美的教育造就美的新人。（由现珠海城市职业技术学院党委书记，前珠海市教育局长、珠海市第一中学校长钟以俊提出）

## 校园设施
- 饮食中心1：位于学生公寓2栋对面
- 饮食中心2：位于学生公寓4栋对面
- 校园小超市：分別位于高三教学楼底层以及饮食中心1入口
- 体育馆：包括一个室内篮球场、四张乒乓球桌和一个舞台，供体育教学、大型体育比赛、学校大型集会及大型文艺演出用
- 学生综合活动中心：即原艺体综合楼（于旧羽毛球馆旧址上建成）
- 新教学综合楼：2020年投入使用（于游泳池及部分篮球场旧址上建成）
- 学生公寓：1至3栋为男生宿舍，4至5栋为女生宿舍（2015年建成6、7栋并投入使用，为女生宿舍）
- 科技馆：内有荣誉室，心理辅导中心；多次举办展览（2010年于一楼建立珠海一中博物馆）
- 图书馆：一楼为书库、小自习室、图书馆办公室，二楼为杂志阅览室、自习室，三楼为自习室、电脑室、图书馆义工协会办公室
- 行政楼：学校领导办公用
- 钟楼：楼顶是一个圆顶天文台（曾长年因缺乏维护而不可用，最近已修复）
- 信息中心：4栋教学楼南端，设有多间电脑教室
- 运动场：设有一条400米塑胶跑道、一个标准足球场、两个网球场、若干排球场及若干篮球场
- 教学楼：一共5栋，其中高一、高二年级位于校园南侧的1至4栋，高三年级位于校园北侧的5、6栋
- 报告厅：供学校较大型集会及较大型文艺演出用（现部分大型活动转移至新教学综合楼内的剧场举行）
- 实验楼：有南北2栋，设有多间物理、化学、生物实验室
- 管乐厅：供珠海一中管乐团训练
- 阶梯教室：一共5个，供平时音乐课及中小型会议、教师培训使用；其中阶梯一室、阶梯二室分别位于信息中心两翼、实验楼两翼中间，阶梯三室至阶梯六室分布在四栋教学楼东侧（二至五层每层各一个）

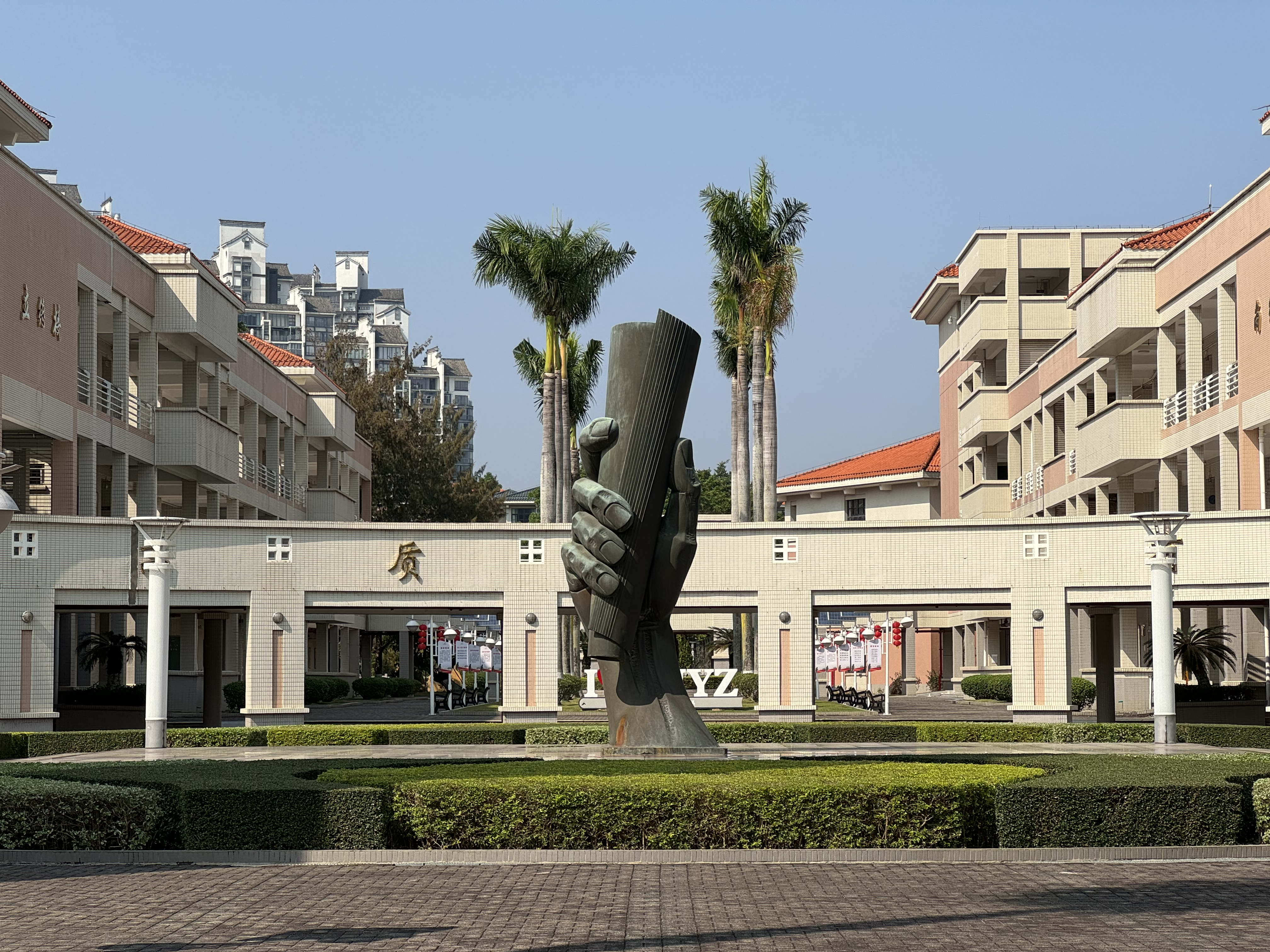
“胜券在握”雕塑

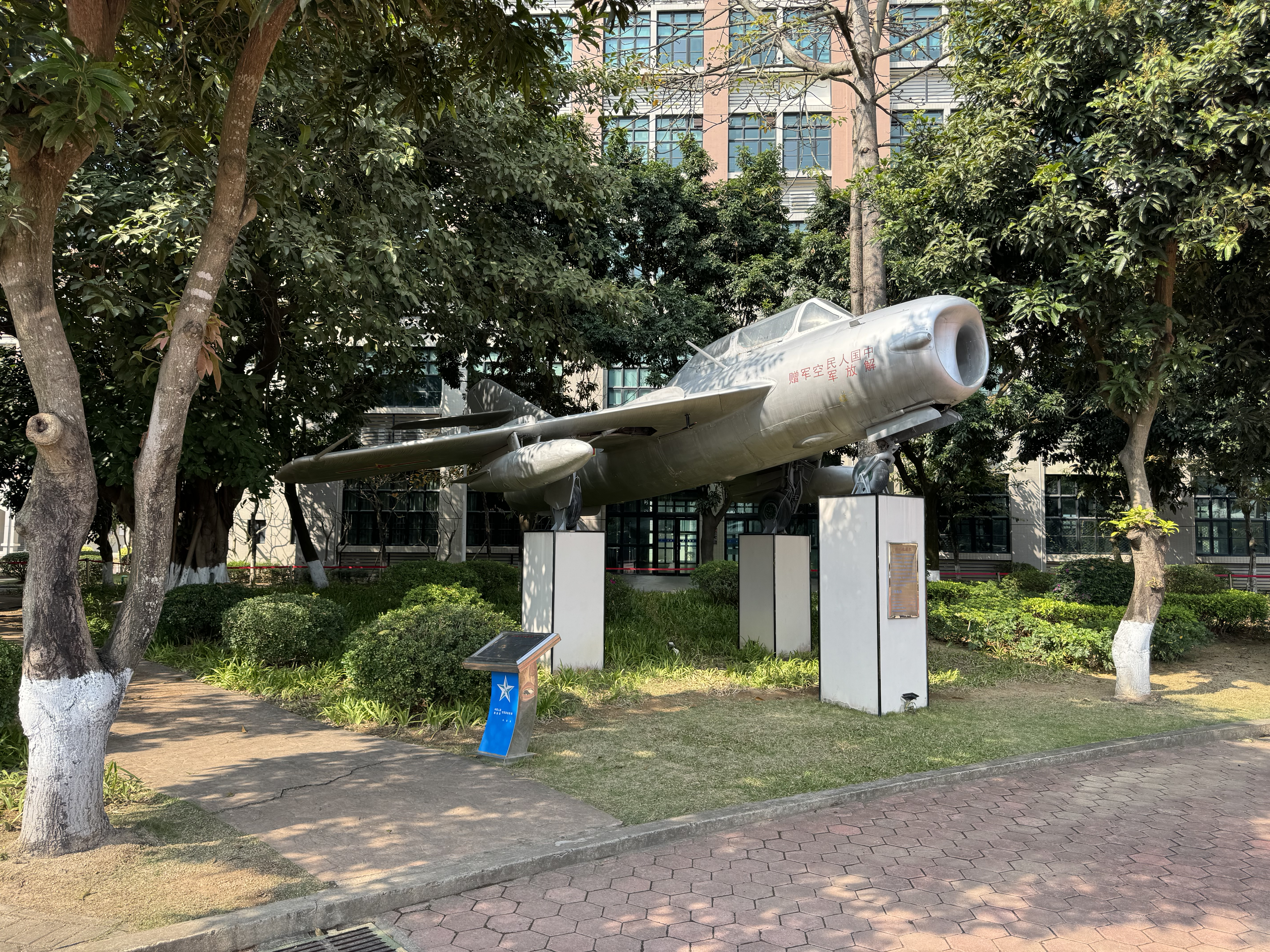
解放军空军捐赠的歼-5教练机

- 体育馆：大型集会用

## 校园活动
- 校运会：每年举办一次的田径运动会
  - 首日当晚举行“校运之夜”文艺晚会，包括“Show My Voice”校园歌手大赛和各社团、班级联合摆摊的游园会
  - 次日当晚举行“我是冠军”颁奖晚会暨社团汇演
- 元旦文艺晚会（已取消）
- 社团展演，值得强调的是吉他社、各唱社和艺术设计社的不定期演出
- 各个年级的篮球、足球、排球联赛
- 管乐团每年一度的专场音乐会（从2006年开始）
- 感动一中人物颁奖晚会
- 科技节

## 学校荣誉
| 1995年12月 | 被评为“文明单位”                               |
| 1997年12月 | 被评为“文明单位”                               |
| 1997年9月  | 被评为“广东省先进集体”                         |
| 1998年7月  | 被评为“先进单位”                               |
| 1999年9月  | 被评为“文明单位”                               |
| 2001年12月 | 被评为“文明单位”                               |
| 2002年10月 | 被评为“全国精神文明建设工作先进单位”           |
| 2005年10月 | 被评为“全国文明单位”                           |
| 2008年3月  | 被评为“广东省普通高中教学水平优秀学校”         |
| 2009年4月  | 被评为“广东省安全文明校园”                     |
| 2010年3月  | 被评为“广东省青少年特色学校”                   |
| 2010年3月  | 被评为“全国航空特色校园 ”                      |
| 2021年6月  | 珠海市第一中学党委被评为“珠海市先进基层党组织” |

## 初中部脫離
由于珠海市中學編制改革，珠海一中初中部于2008年4月脫離該校并命名為珠海市紫荊中學。自此珠海一中成為一所純高中中學。

## 逸闻趣事
2001年，高中部校园曾被深圳电视台选作电视连续剧《女人不能没有爱》的拍摄地。